# Constitution de la Somalie
Lire en ligne

Consulter
(site de la Présidence de la République)

La Constitution de la République fédérale de Somalie (en somali : Dastuurka Jamhuuriyadda Federaalka Soomaaliya, en arabe : دستور  جمهورية الصومال الفدرالية) est la constitution de la Somalie. Elle crée la République fédérale de Somalie, pose les assises juridiques de l'État, définit les droits et devoirs des citoyens et la structure du gouvernement et consacre le fédéralisme. Cette troisième constitution du pays qualifiée de « provisoire » fut adoptée le 1er août 2012 par l'Assemblée nationale constituante réunit à Mogadiscio, la capitale du pays,.

## Institutions
Comme en 1960 (indépendance du pays et première Constitution), la Constitution de la Somalie met en place un régime parlementaire : 
- un président de la république comme chef de l'État et un Premier ministre choisi comme chef du gouvernement.
- un parlement bicaméral qui se compose de la Chambre haute (chambre haute) et de la Chambre du peuple (chambre basse). Ensemble, ils forment le Parlement fédéral de Somalie[3].

## Fédéralisme
La constitution somalienne de 2012 consacre, pour la première fois depuis l'existence du pays, le fédéralisme. L'article 48 prévoit que la structure de l'État est composée de deux niveaux, soit le gouvernement fédéral et les États fédérés. Ce dernier niveau est subdivisé en deux sous-niveaux, soit le gouvernement de l'État et les gouvernements locaux. La constitution ne prévoit pas le nombre d'États qui compose le territoire, mais prévoit que les régions administratives du pays doivent se regrouper en vue de former des États dans les deux ans de la promulgation de la constitution. 

## Religion et État
La « République fédérale de Somalie » est de facto une république d'essence islamique. Sa nouvelle constitution de 2012, à l'image de la première Constitution somalienne de 1961 dispose que l'islam est la confession religieuse officielle du pays à l'exclusion d'autres religions.
Son article 2 dispose que : « L'islam est la religion de l'État. Aucune religion autre que l'islam ne peut être propagée sur le territoire. Aucune loi ne peut s'opposer aux grands principes et contenus de la Shari'ah. »

## Constitutions précédentes

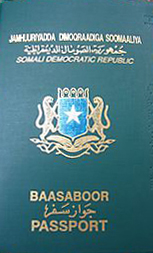
Passeport de Somalie

La Somalie a eu deux précédentes Constitutions :
- Constitution de la République démocratique islamique de la Somalie instituant un régime parlementaire, entrée en vigueur le 1er juillet 1960 et amendée en 1963;
- et la Constitution somalienne de 1979 qui prévoyait la mise en place d'un régime présidentiel fort où le président de la république élu à une durée de six ans, était  à la fois chef de l'État et chef du gouvernement. En tant que chef du gouvernement, le président choisissait les membres du Conseil des ministres qu'il présidait. D'inspiration socialiste, elle octroyait également un rôle important au parti socialiste révolutionnaire somalien.

Dès 1991, certaines régions de Somalie font sécession. La première région indépendante est Somaliland qui rédige en 1997 sa Constitution du Somaliland du 30 avril 2000, et qui est adoptée le 31 mai 2001. Le Puntland ou Pount se déclarera autonome en 1998, et l'État de Khatumo au début de 2012.

## Sources
- (en) Cet article est partiellement ou en totalité issu de l’article de Wikipédia en anglais intitulé « Constitution of Somalia » (voir la liste des auteurs).

## Compléments